# Kreeta Salminen
Kreeta Salminen (* 1. April 1984 in Helsinki) ist eine finnische Schauspielerin.

## Leben
Kreeta Salminen ist die Tochter des Schauspielers Esko Salminen und der Tänzerin Riikka Korppi-Tommola. Ihre Großeltern väterlicherseits waren die Schauspieler Tauno Palo und Kyllikki Väre. Väterlicherseits ist der Schauspieler Esko Salminen ihr Halbbruder und die Schauspielerin Sanna Fransman ihre Stiefschwester. Nach einem Jahr Tanzstudium, wechselte sie zur Schauspielerei und schloss ihr Schauspielstudium 2010 an der Theaterakademie Helsinki ab.
Bereits während ihrer Studienzeit spielte sie in unterschiedlichen Fernsehserien und Kurzfilmen mit. Als Kinderdarstellerin spielte sie von 1994 bis 1995 für 25 Folgen in der Fernsehserie Blondi tuli taloon mit. Insgesamt spielte sie in über 35 Film- und Fernsehproduktionen mit und war in den letzten Jahren insbesondere in international ausgestrahlten Serien wie Nurses, Zimmer 301 und Deadwind zu sehen.
Salminen ist mit dem Schauspieler Ville Tiihonen verheiratet. Seit 2016 haben sie eine gemeinsame Tochter.

## Filmografie
- 1994–1995: Blondi tuli taloon (Fernsehserie, 25 Folgen)
- 2008: Geistig Fett (Henkisesti läski)
- 2014: Unfassbar (Ihan sama, Fernsehserie, sechs Folgen)
- 2019–2023: Alle Sünden (Kaikki synnit, Fernsehserie. 14 Folgen)
- 2019: Nurses (Syke, Fernsehserie, sieben Folgen)
- 2019–2020: Zimmer 301 (Huone 301, Fernsehserie, sechs Folgen)
- 2021: Deadwind (Karppi, Fernsehserie, acht Folgen)